# Vene
En vene er en blodåre, der fører blod mod hjertet. 
Størstedelen af venerne fører af-iltet blod fra vævet tilbage til hjertet. Undtagelserne er lungevenerne, der fører iltet blod fra lungerne til hjertet, og navlevenen, der fører iltet blod fra moderkagen til fosteret.

## Anatomi
Venerne er omgivet af glat muskulatur, der efter behov kan øge og mindske dens indvendige diameter. Venesystemets totale kapacitet er nok til at rumme kroppens hele blodvolumen, men muskulaturen regulerer rumfanget og holder derved et passende blodtryk.
De fleste vener indeholder veneklapper, som sørger for, at blodet kun kan løbe en vej. Ellers vil tyngdekraften skabe tilbageløb, og blodet stase op f.eks. i benene.
Venernes præcise forløb i kroppen varierer i større grad end arteriernes fra individ til individ.
Venoler er vener med lille diameter. De dannes, når kapillærene samles igen efter at have afgivet ilt til cellerne. 
De postkapillære venoler er kroppens mest permeable kar – da endotelet er det mindst sammenhængende i kroppen.
De postkapillære venoler løber sammen, og når diamteren bliver ca. 50-100 μm, har de et eller to lag glatte muskelceller, de muskulære venoler.
I mikroskopet vil venolerne typisk følge arteriolerne, men de er mere uregelmæssige, da de på grund af den tynde væg er klappet sammen under præpareringen, og der aldrig findes et lamina elastica.

### Kredsløbet
Iltet blod pumpes fra venstre hjertehalvdel via arterierne ud til kroppens muskler og organer, hvor ilt og næringsstoffer afleveres til vævet i kapillærnettet. Blodet samler sig igen i vener, der fører blodet med affaldsstoffer og kuldioxid til hjertets højre halvdel, hvor det, via lungearterierne, pumpes op i lungerne for at afgive CO2 og mættes med O2. Lungevenerne fører det iltede blod tilbage til venstre hjertehalvdel.

### Venesystemer
Den øvre- og nedrehulvene (vena cava superior og inferior) samler blodet fra hhv. over- og underkroppen og udmunder i hjertets højre halvdel.
- Lungevenen (vena pulmonalis) fører det iltede blod fra lungerne til hjertets venstre halvdel.
- Portårer (singularis: vena porta, pluralis: venae portae) fører blod fra et kapillærsystem til et andet og derfor ikke direkte mod hjertet. Almindeligvis menes åren, der bringer blod fra tarmsystemet til leveren.

## Venepumpen
Blodets tilbageløb til hjertet gennem venerne er assisteret af venepumpen. Sammentrækning af kroppens muskler klemmer venerne sammen og presser blodet, der kun kan løbe én vej pga. veneklapperne, op i systemet.
Står man stille i længere perioder, vil blodet samles i benene, da det ikke aktivt hjælpes videre. Det medfører, at der mangler blod i resten af kredsløbet, blodtrykket falder og man risikerer at besvime. Dette fænomen ses ofte hos soldater til parade i lang tid, hvis de ikke bevæger benene ved bl.a. at vippe på tæerne.
Sidder man ned i lang tid, vil der også ske en ophobning af blod i benene. Det er sjældent, at blodtrykket vil falde så meget, at man besvimer. Til gengæld vil der være en øget udsivning af væske til vævet pga. det forhøjede tryk, som giver hævelser i benene. Går der lang tid, hvor blodet 'står stille' i venerne, kan det medføre dannelse af blodpropper. Det ses af og til hos flypassagerer, der har siddet stille i lang tid. Det kan forebygges ved at gå op og ned ad mellemgangen.

## Temperaturregulering
Kroppen kan ved at føre blodet gennem de overfladiske vener under huden eller dybe vener mellem musklerne regulere, hvor meget varme der afgives til omgivelserne. På en varm dag vil man hos nogle kunne se venerne stå tydeligt frem især på armene. Skal man derimod spare på varmen, føres blodet gennem de dybtliggende og bedre isolerede årer.

## Medicinsk brug
De overfladiske vener bruges som adgang til blodbanen ved f.eks. blodprøvetagning, indgift af medicin eller infusion af væske og elektrolytter. Fortrinsvis bruges de perifere vener i hånden, armen eller albuebøjningen ellers i benet.
Der kan også anlægges CVK (centralt vene kateter) i vena subclavia eller vena jugularis interna. Det bruges til bl.a. infusion af lægemidler, der er meget irriterende for vævet, ernæring eller, hvis der forventes stort blodtab ved operationer.

## Farve
Venøst blod er en mørkere rød end arterielt blod, da der er bundet mindre ilt på de røde blodlegemer.
Udefra ser venerne blå ud, da fedtet i underhuden absorberer lavfrekvent lys og kun tillader den blå farve at trænge ind til venen og ud igen.

## Sygdomme
- Dyb venetrombose (DVT) – blodprop i en dyb vene.
- Neurogent shock – ødelæggelse af nervebanerne i rygmarven udløser afslapning af venernes muskulatur og medfører øget venøs blodmængde og dermed blodtryksfald.
- Phlebitis – årebetændelse.
- Åreknuder – udvidede og forlængede vener.